# Dusona angustifrons
Dusona angustifrons är en stekelart som först beskrevs av Forster 1868.  Dusona angustifrons ingår i släktet Dusona och familjen brokparasitsteklar. Inga underarter finns listade i Catalogue of Life.